# Смешанная парная сборная Украины по кёрлингу
Смешанная парная сборная Украины по кёрлингу — смешанная национальная сборная команда (составленная из одного мужчины и одной женщины), представляет Украину на международных соревнованиях по кёрлингу. Управляющей организацией выступает Всеукраинская федерация кёрлинга (укр. Всеукраїнська Федерація Кьорлінгу, англ. Ukrainian Curling Federation).

## Результаты выступлений

### Чемпионаты мира
| Год       | Место          | Игры           | Победы         | Поражения      | Состав (женщина, мужчина, тренер)                     |
| --------- | -------------- | -------------- | -------------- | -------------- | ----------------------------------------------------- |
| 2008—2018 | не участвовали | не участвовали | не участвовали | не участвовали | не участвовали                                        |
| 2019      | 45             | 7              | 0              | 7              | Елена Паздерская, Евгений Стадник, Dean Roth (тренер) |
| 2020—2022 | не участвовали | не участвовали | не участвовали | не участвовали | не участвовали                                        |

(данные отсюда:)

### Квалификационные турниры кчемпионатам мира
| Год       | Место | Игры | Победы | Поражения | Состав (женщина, мужчина, тренер)                              |
| --------- | ----- | ---- | ------ | --------- | -------------------------------------------------------------- |
| 2019/2020 | 23    | 6    | 1      | 5         | Anastasiia Kotova, Mykyta Velychko, Nataliia Menzheha (тренер) |
| 2022/2023 | 13    | 5    | 2      | 3         | Anastasiia Kotova, Eduard Nikolov, Эркки Лилл (тренер)         |
| 2023/2024 | 19    | 6    | 3      | 3         | Diana Moskalenko, Artem Suhak, Эркки Лилл (тренер)             |
| 2024/2025 | 16    | 7    | 4      | 3         | Oleksandra Kononenko, Yaroslav Shchur, Дэвид Рэмзи (тренер)    |